# Castelo de Ehrenberg

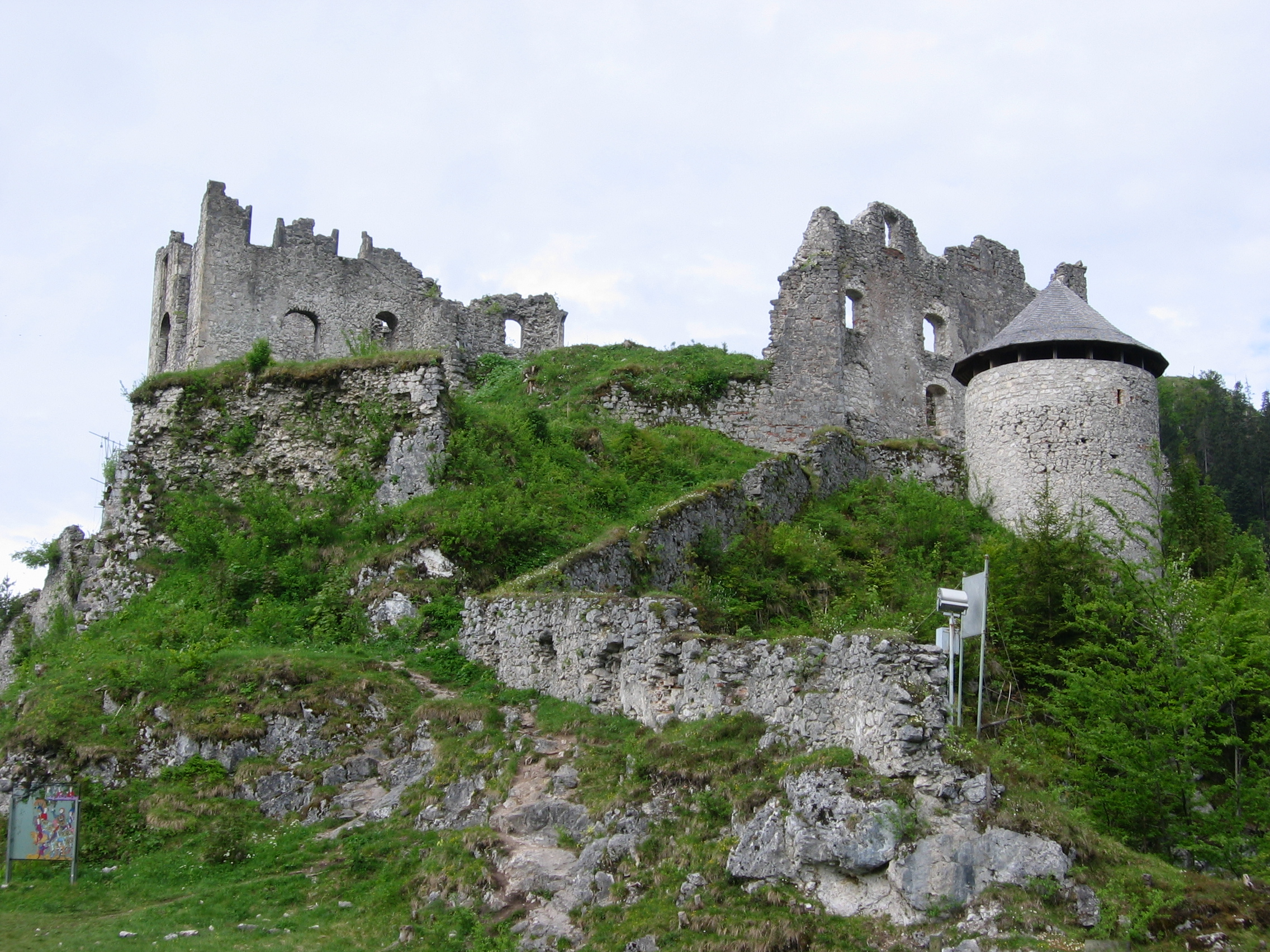
O castelo visto do lado sul

O Castelo de Ehrenberg é um castelo situado na Áustria.

## História
As fortificações de Ehrenberg situam-se num ponto estratégico conhecido como Ehrenberger Klause, um estreito que vai até uma planície à volta de Reutte.
O primeiro castelo de Ehrenberg foi construído no Século XIII, tornando-se durante algum tempo o centro da corte, até se mudarem para Reutte (Século XVI).
O castelo foi destruído pela invasão francesa de Tyrol, no início do Século XIX.